# مرتبط
المُرْتَبَط  (بالإنجليزية: Syndesmosis) هو شبه مفصل ترتبط فيه العظام ونحوها بواسطة نسيج ضام ليفي، وهو بذلك لا يسمح لأي حركة أو قد يسمح بحركة محدودة جدا. هناك بعض المرتبطات بالجسم، مثل:
- المُرْتَبَط الظُّنْبوبِيّ-الشَّظَوِيّ في الساق.
- المُرْتَبَط الكُعْبُرِيّ-الزَّنْدِيّ في الساعد.
- المُرْتَبَط الطَّبْلِيّ-الرِّكابِيّ في الأذن.

المُرْتَبَط هو مفصل ليفي قابل للحركة قليلاً، حيث ترتبط فيه العظام مثل (قصبة الساق (الظنبوب) مع عظم الشظية) بواسطة نسيج ضام. ومن الأمثلة على ذلك المفصل الظنبوبي الشظوي القاصي وكذلك المفصل الكعبري الزندي. إصابات في الكاحل المرتبط الظنبوبي والمعروف باسم «التواء في الكاحل عالية». على الرغم من أن المرتبط الظنبوبي هو مشترك، في الأدب ويستخدم إصابة syndesmotic المصطلح لوصف إصابة الأربطة syndesmotic. انها تأتي من σύν اليونانية، اصطناعي (بمعنى «مع») وδεσμός، desmos (بمعنى «عصابة»). وقد تلقى الالتواء المرتبط الظنبوبي اعتراف متزايد خلال السنوات الأخيرة بسبب ازدياد الوعي آلية، والأعراض، وعلامات الإصابة.

## تشخيص إصابة المرتبط
تشخيص الإصابات المرتبط الظنبوبي عن طريق الفحص البدني في كثير من الأحيان واضحة. وتشمل نتائج الفحص الفيزيائية التي غالبا ما تكون إيجابية اختبار الضغط واختبار الدوران الخارجي. المرضى الذين يعانون من إصابات المرتبط الظنبوبي عالية الجودة في كثير من الأحيان لا يمكن أن تؤدي-ساق واحدة كعب رفع. المرضى عن الألم على الأمامي والخلفي في كثير من الأحيان البعيدة مشتركة الشظية.

## تمزق المرتبط
تم تصنيف شدة الإصابة المرتبط الظنبوبي الحادة من الصف الأول إلى الثالث من قبل العديد من الكتاب. اصابة الصف الأول هو جزئي الأمامي السفلي الرباط الظنبوبي الشظوي المسيل للدموع، وهذا يعني exorotation والضغط الاختبارات السلبية لهذه الدرجة. إصابة الصف الثاني هو استكمال الرباط الظنبوبي الشظوي الأمامي السفلي والأمامي بين العظام تمزق في أربطة، وهذا يعني أن اختبار الضغط وexorotation إيجابية. هذه النتائج في الضرر الذي استقر مع الشلل ولكن لم تستقر الجراحة. اصابة الصف الثالث هو استكمال الأمامي السفلي تمزق في أربطة الظنبوبي الشظوي بما في ذلك (جزئي) بين العظام المسيل للدموع الرباط والرباط الدالية قوع الإصابة، وهذا يعني المفصل غير مستقر وإيجابي على exorotation والضغط الاختبارات. هذا الصف يتطلب استقرار المنطوق. وإذا تمزق المرتبط الظنبوبي بصرف النظر نتيجة كسر العظام، والجراحين إصلاح أحيانا العظام ذات الصلة جنبا إلى جنب مع المسمار syndesmotic، تحل مؤقتا المرتبط الظنبوبي، أو مع تثبيت حبل مشدود، وهو ما يسمى الداخلي المرتبط الظنبوبي. المسمار يمنع الحركة الطبيعية للعظام، وبالتالي، المفصل المقابلة (ق). عندما تلتئم صياغة الطبيعي، قد تتم إزالة المسمار. لتثبيت حبل مشدود مع خياطة fiberwire مرنة من ناحية أخرى يسمح الحركة الفسيولوجية من الكاحل وقد تكون دائمة.

## وصلات خارجية
- http://commons.bcit.ca/biology/articulations/fibrous.html نسخة محفوظة 4 يناير 2007 على موقع واي باك مشين.